# Kodaira, Tokyo
Kodaira (tiếng Nhật: 小平市) là một thành phố thuộc ngoại ô phía tây Tokyo, Nhật Bản.
Thành phố có ước tính dân số là 187.068 và mật độ dân số là 9.140 người/km². Tổng diện tích là 20,46 km².

## Lịch sử
Thành phố được thành lập ngày 1 tháng 10 năm 1962.

## Giáo dục

### Đại học
Cao đẳng Tsuda, Đại học Kaetsu, Đại học Nghệ thuật Musashino, Đại học Hàn Quốc, và một phần của Đại học Hitotsubashi, Đại học Waseda (đại học lâu đời nhất Nhật Bản)

### Trung học
Các trường trung học công lập trong thành phố:
- Trung học Kodaira  Lưu trữ ngày 12 tháng 11 năm 2008 tại Wayback Machine
- Trung học Nam Kodaira  Lưu trữ ngày 2 tháng 12 năm 2008 tại Wayback Machine
- Trung học Tây Kodaira  Lưu trữ ngày 16 tháng 12 năm 2008 tại Wayback Machine